# Кесселінг
Кесселінг (нім. Kesseling) — громада в Німеччині, розташована в землі Рейнланд-Пфальц. Входить до складу району Арвайлер. Складова частина об'єднання громад Альтенар.
Площа — 31,17 км2. Населення становить 589 ос. (станом на 31 грудня 2020).